# Mikko Lehtonen (ur. 1978)
Mikko Lehtonen (ur. 12 czerwca 1978 w Kiiminki) – fiński hokeista, reprezentant Finlandii.

## Kariera
- Kärpät U16 (1993-1994)
- Kärpät U18 (1994-1996)
- Kärpät U20 (1996-1999)
- Kärpät (1999-2006)
- Nashville Predators (2006)
- Milwaukee Admirals (2006-2007)
- Rochester Americans (2007)
- Kärpät (2007-2008)
- Timrå IK (2008-2009)
- Frölunda HC (2009)
- Kärpät (2009-2013)

Wychowanek Oulun Kärpät. Od 2009 po raz trzeci w karierze zawodnik tego klubu. W lutym 2012 przedłużył o dwa lata kontrakt z klubem.
Uczestniczył w turniejach mistrzostw świata edycji 2006, 2009.

## Sukcesy

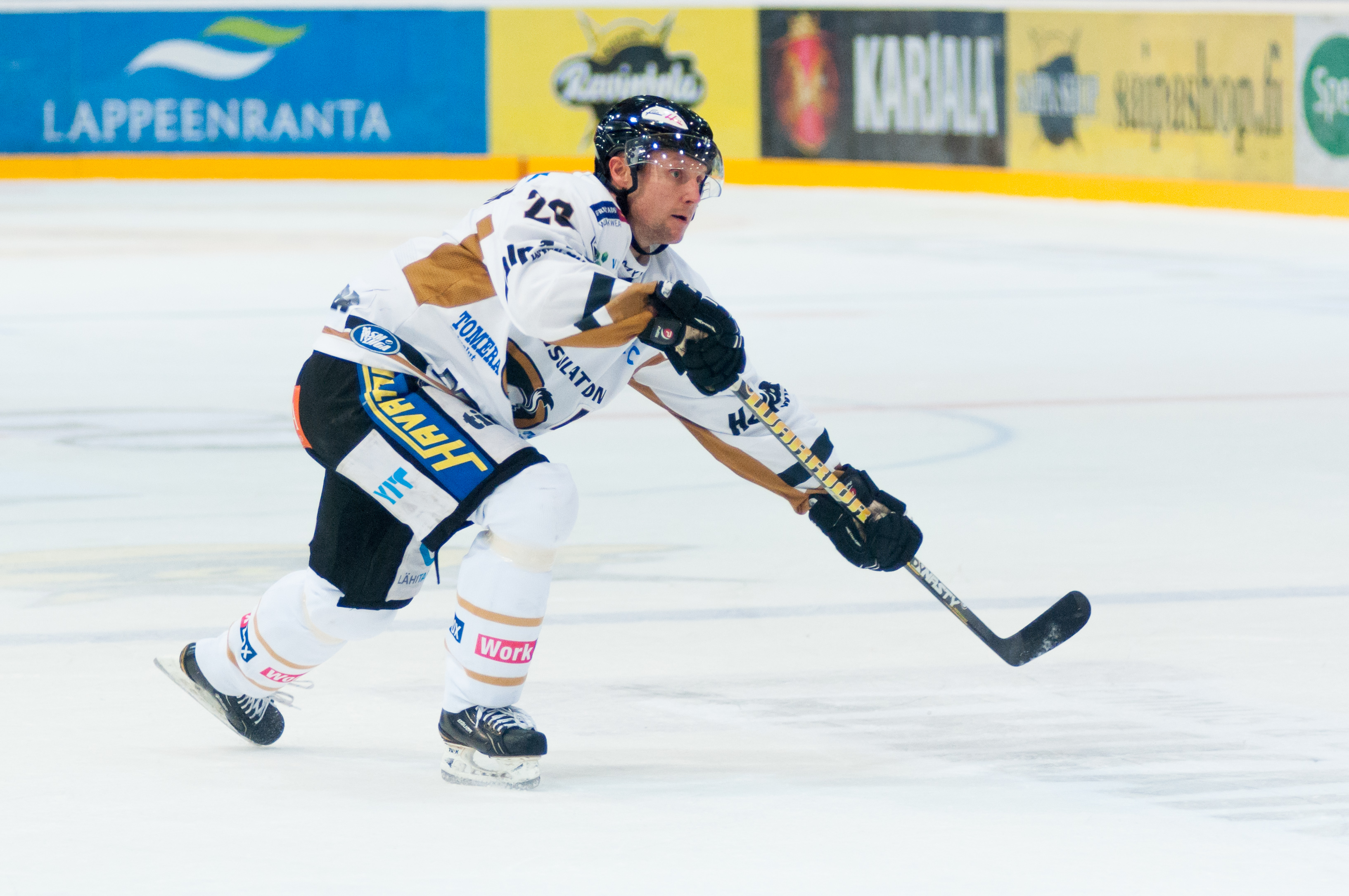
Mikko Lehtonen w barwach Kärpät (2012)

Reprezentacyjne
- Brązowy medal mistrzostw świata: 2006

Klubowe
- Złoty medal mistrzostw Finlandii: 2004, 2005, 2008, 2014 z Kärpät
- Srebrny medal mistrzostw Finlandii: 2003 z Kärpät
- Brązowy medal mistrzostw Finlandii: 2006 z Kärpät

Indywidualne
- Puchar Mistrzów IIHF 2006:
  - Skład gwiazd turnieju
- SM-liiga (2007/2008):
  - Skład gwiazd sezonu
- Elitserien 2008/2009:
  - Pierwsze miejsce w klasyfikacji strzelców wśród obrońców: 15 goli
  - Pierwsze miejsce w klasyfikacji strzelców goli w przewadze: 12 goli